# Manifestations de 2023 au Sénégal
Les manifestations de 2023 au Sénégal sont une série de manifestations antigouvernementales et de troubles civils survenus dans tout le Sénégal en 2023. À la suite de la condamnation de l'opposant Ousmane Sonko pour « corruption de la jeunesse », ce qui pourrait le disqualifier pour se présenter à l'élection présidentielle sénégalaise de 2024, les manifestations ont éclaté le 1er juin 2023,.

## Contexte
Ousmane Sonko, s'est fait connaître, en particulier parmi les jeunes du pays, lorsqu'il est arrivé à la troisième place lors de l'élection présidentielle sénégalaise de 2019. Les partisans de Sonko soutiennent que ses problèmes juridiques et sa condamnation étaient des tentatives politiquement motivées pour contrecarrer sa candidature à la présidence en 2024. Sonko a été jugé par contumace. Il a été reconnu coupable de corruption de jeunes, mais innocenté des accusations de viol et de menaces de mort. Il a été condamné à deux ans de prison, bien qu'il n'y ait pas eu de mandat d'arrêt contre lui au moment des manifestations.

## Manifestations
Après la condamnation de Sonko, des manifestations ont commencé dans plusieurs villes le 1er juin 2023. Le parti PASTEF de Sonko a exhorté la population à résister jusqu'à la démission du président Macky Sall. Les manifestations dans les districts d'Ouakam et de Ngor à Dakar sont devenues violentes et des pillages ont eu lieu. En réponse à la violence, l'armée sénégalaise a été déployée. Neuf personnes étaient décédées au 2 juin 2023. Au 3 juin 2023, 15 personnes étaient décédées, ce qui a dépassé le nombre de morts lors des manifestations sénégalaises de 2021, les premières manifestations liées au procès de Sonko,.
Le 1er juin 2023, le gouvernement sénégalais restreint l'accès à des sites Web tels que Facebook, WhatsApp et Twitter.

## Réactions
Le secrétaire général des Nations unies, Antonio Guterres, a condamné les violences et « exhorté toutes les personnes impliquées à [...] faire preuve de retenue ». Moussa Faki Mahamat, le président de la Commission de l'Union africaine, a fermement condamné la violence et exhorté les dirigeants à éviter les actes qui « ternissent le visage de la démocratie sénégalaise, dont l'Afrique a toujours été fière ». La Communauté économique des États de l'Afrique de l'Ouest a déclaré que toutes les parties devraient « défendre la réputation louable du pays en tant que bastion de paix et de stabilité ». L'Union européenne et la France ont également exprimé leur inquiétude face à la violence.
En juin 2023, une plainte pour « crimes contre l'humanité » est déposée en France par Juan Branco, un des avocats d'Ousmane Sonko, contre le président Macky Sall, le ministre de l'Intérieur Antoine Diome, le commandant de la gendarmerie Moussa Fall et 112 autres personnes. La plainte parle du « meurtre » de 50 personnes entre mars 2021 et juin 2023. Une demande d'enquête est aussi soumise à la Cour pénale internationale (CPI) à La Haye contre Macky Sall.
Le 3 juillet 2023, Macky Sall annonce qu'il n'est pas candidat à l'élection présidentielle de 2024,.
Le 26 février 2024, Macky Sall annonce une loi d'amnistie générale pour les faits liés aux troubles et manifestations connus depuis 2021.